# ZZz

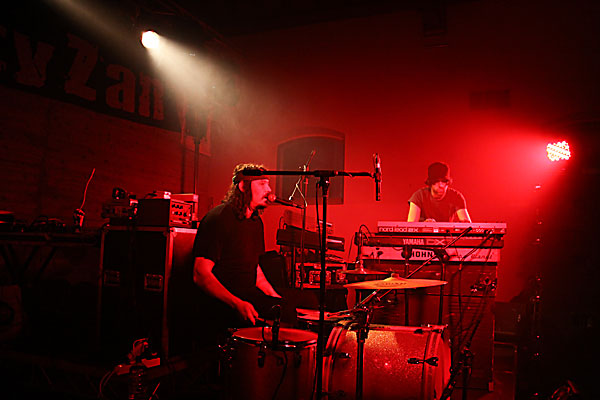
콘서트에서의 zZz

zZz는 2001년에 결성된 암스테르담 출신의 네덜란드의 밴드이다.

## 구성원
- Björn Ottenheim (보컬)
- Daan Schinkel (오르간)

## 디스코그래피

### 음반
- Bikini Inferno (데모, 2002년)
- The Sound Of zZz (2005년)
- Running with the Beast (2008년)

### 싱글
- Ecstasy (2005년)
- Grip (2008년)